# Леон-и-Писарро, Хосе Гарсия
Хосе́ Гарси́я Лео́н-и-Писа́рро (исп. José García de León y Pizarro; в русс. дорев. источниках: дон Иосиф Пизарро; 19 октября 1770[…], Мадрид — 27 января 1835[…], Мадрид) — испанский министр иностранных дел (государственный секретарь) в правление короля Фердинанда VII. Кавалер испанских и иностранных, в том числе, российских орденов.

## Биография
Родился в 1770 году в Мадриде. Выходец из аристократической семьи: его мать была статс-дамой испанского королевского двора и была известна своим участием в разоблачении так называемого «заговора Малеспины», а отец и дядя — высокопоставленными колониальными администраторами (его дядя, в частности, основал город Сан-Рамон-де-ла-Нуэва-Оран, ныне относящийся к Аргентине).
В 1789 году недолгое время учился в университете в городе Алькала-де-Энарес, поблизости от Мадрида, но курса не окончил, так как уже в 1790 году был назначен сектретарём испанского посольства в Берлине. В 1792 году был переведён на аналогичную должность в Вену, в 1797 — в Париж, в 1799 году — снова в Вену. В 1802 году вернулся в Испанию, где занял должность секретаря-делопроизводителя при государственном совете.
В 1812 году во время Пиренейской войны был назначен Кадисскими кортесами временным государственным секретарём (министром иностранных дел), в 1813 году — министром внутренних дел. В 1816 году король Фердинанд VII снова назначил Леона-и-Писарро государственным секретарём. Эту должность он занимал вплоть до 1818 года, однако лишился её в результате инцидента с покупкой русских кораблей, после чего был выслан в Валенсию.
В 1820 году поддержал испанскую либеральную революцию и вернулся в Мадрид, а после поражения бежал во Францию. В 1827 году вернулся в Испанию, был сослан в провинцию и только в 1832 году получил разрешение вернуться в Мадрид. В 1834 году снова вошёл в милость и занял место в только что сформированной испанской Палате пэров, но скончался в следующем году.
В 1897 году на испанском языке были опубликованы фрагменты из его воспоминаний.
Был награждён большим крестом испанского ордена Карлоса Третьего (1817), большим крестом австрийского Королевского венгерского ордена Святого Стефана, большим крестом сицилийского ордена Святого Фердинанда за Заслуги (1817), российскими орденами Святой Анны 1-й степени и Святого Александра Невского (1817).
Представленный в статье портрет политика был выполнен Анхелем Сааведрой.